# Una estranya entre nosaltres
Una estranya entre nosaltres (títol original: A Stranger Among Us) és una pel·lícula estatunidenca de Sidney Lumet estrenada l'any 1992.Ha estat doblada al català. El film va ser presentat al Festival de Canes 1992.

## Argument
Encarregada d'investigar sobre un homicidi al si de la comunitat hassidica de la ciutat de Nova York, la detectiu Emily Eden arriba a fer-se acceptar al si d'aquesta comunitat hermètica.

## Repartiment
- Melanie Griffith: Emily Eden
- John Pankow: Levine
- Tracy Pollan: Mara
- Lee Richardson: Rebbe
- Mia Sara: Lea
- Jamey Sheridan: Nick
- Eric Thal: Ariel
- David Margulies: Tinent Oliver
- Burtt Harris: El pare de Emily
- James Gandolfini: Tony Baldessari
- Chris Latta: Chris Baldessari
- Jake Weber: Yaakov Klausman
- Rena Sofer: Shayna

## Premis
- *1992: Festival de Canes: Nominada a la Palma d'Or (millor pel·lícula)
- *1992: Premis Razzie: Pitjor actriu (Griffith). Nominada a pitjor actriu secundària (Pollan)

## Crítica
- "Alguna cosa esquemàtica encara que salvada per la sobrietat i el bon ofici de Lumet"[3]
- "Interessant lliurament de suspens que presenta totes les màximes del cinema de Lumet. Mereix una revisió"[4]